# Henri Reynders
Pour les articles homonymes, voir Bruno et Reynders.
Henri Reynders (père Bruno) né le 24 octobre 1903 et mort le 26 octobre 1981 est un moine bénédictin qui sauva 390 enfants juifs de la Shoah durant la Seconde Guerre mondiale. En 1964, il sera reconnu Juste parmi les Nations par l'Institut Yad Vashem.

## Biographie
Henri Reynders est le cinquième enfant d’une famille catholique de huit de la petite bourgeoisie, profondément religieuse. À l'âge de dix-sept ans, ayant accompli ses humanités classiques dans un établissement d’enseignement catholique, il est accepté au noviciat dans l’ordre de Saint-Benoît au sein de l’abbaye du Mont-César à Louvain (en néerlandais : Abdij van Keizersberg). En 1922, son noviciat accompli, il entre en religion sous le patronyme de dom Bruno.

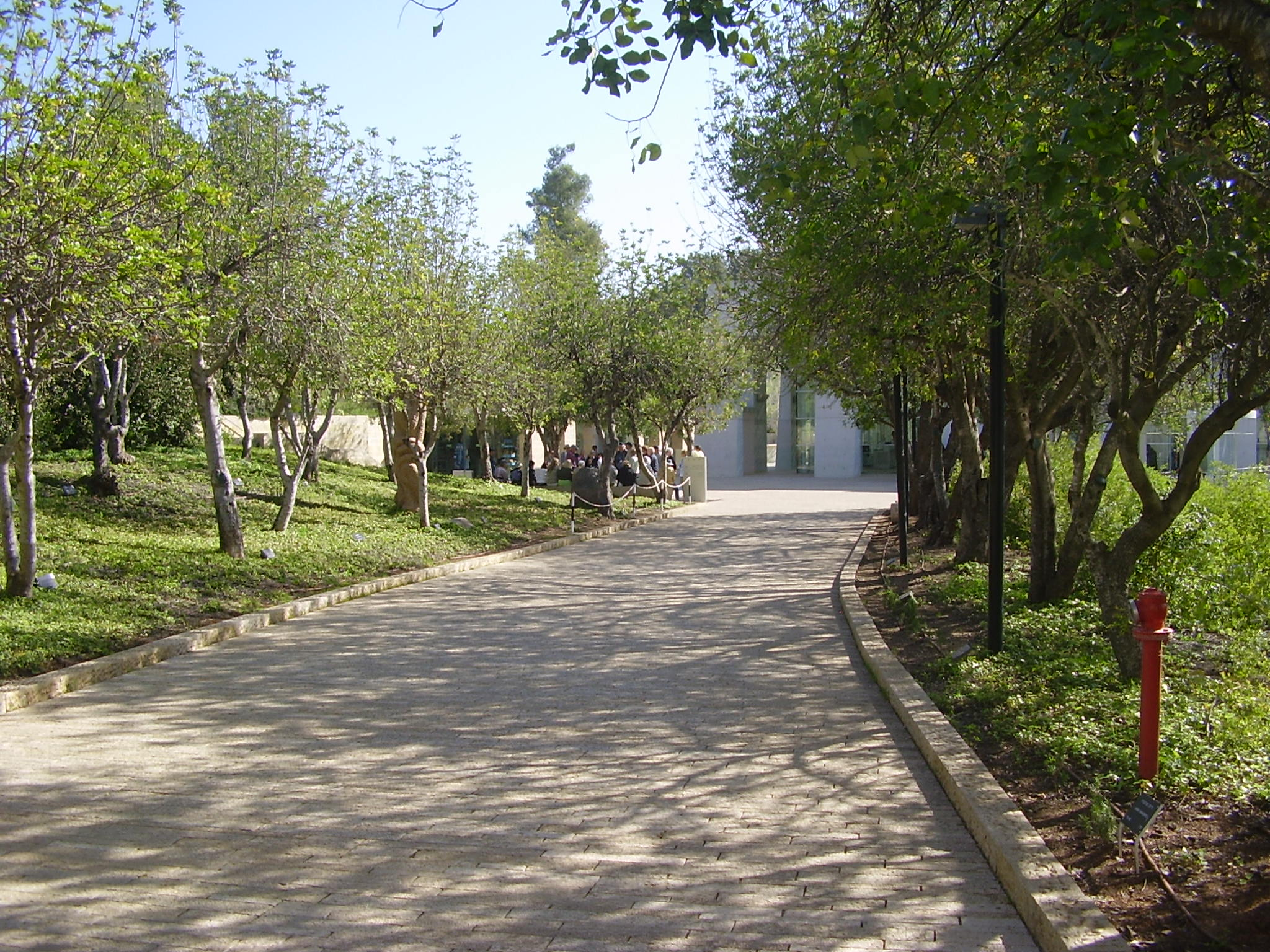
L'avenue des justes parmi les Nations - Yad Vashem - Israël

Il consacra les trois années suivantes à l’étude de la théologie et de la philosophie à l’Université Catholique de Louvain et à l’Athénée pontifical Saint-Anselme à Rome. Dom Bruno fit ses vœux solennels à la Règle de saint Benoît à Rome en 1925, se destinant à la vie monastique à l’abbaye de Mont-César. Cette abbaye avait la réputation d’être une abbaye « intellectuelle » aussi, dom Bruno fut-il autorisé à y poursuivre ses études en se concentrant sur les écrits de saint Irénée, un des Pères de l'Église du IIe siècle. En 1928, il est ordonné prêtre à Louvain. En 1931, il soumet sa thèse et est reçu docteur en théologie à l’Université de Louvain.
À Rome, il rencontre le très controversé Lambert Beauduin dont il épouse les vues. Lambert Beauduin sera l’un de ceux qui mènera l’Église au concile de Vatican II était le promoteur de la réunification de toutes les Églises chrétiennes. Il fondera le prieuré d’Amay qui sera ensuite délocalisé à Chevetogne. Il fut ainsi conseillé à dom Bruno de cesser ses contacts avec l'abbaye de Chevetogne.
Tandis qu’il lui est demandé de disserter des dogmes théologiques auprès de la communauté du Mont-César, il apparaît comme un enseignant non conventionnel, au grand dam de son père abbé bien plus conservateur. Ainsi, durant l’une de ses leçons, il invita à prendre en considération les vues de Martin Luther. Sa charge de cours tourna court. Une nouvelle charge lui fut attribuée : devenir le mentor du jeune fils du « duc de Guise », Henri d’Orléans, prétendant orléaniste au trône de France vivant alors en Belgique. En évoquant cette période, dom Bruno dira dans un grand rire : « Moi, un anarchiste, en train d’enseigner à un prince! ». Finalement, dom Bruno reprit l’enseignement dans son monastère et contribua à la rédaction d’articles consacrés à la théologie antique et médiévale. 
Avec la bénédiction du père-abbé, il voyagea beaucoup en Belgique et à l’étranger, visitant des institutions catholiques pour y donner cours et échanger des vues. Lors d’une conférence en Allemagne, où il rencontra de jeunes catholiques, il fut l’un des premiers témoins de ce qu’il caractérisera plus tard comme étant la choquante, révoltante et nauséabonde injustice et brutalité de l’antisémitisme nazi.

### Seconde Guerre mondiale
En 1939, lors de l’invasion de la Pologne qui mit le feu aux poudres en Europe, la Belgique fut mobilisée et dom Bruno fut enrôlé pour être l’aumônier du 41e régiment d’infanterie. En mai 1940, les troupes allemandes envahirent la Belgique. Durant cette campagne, il fut blessé à la jambe et maintenu prisonnier dans le camp de prisonniers de guerre de Wolfsbourg et dans l'oflag VI-B à Doessel près de Warburg en Allemagne, où il continua à fournir assistance morale et soutien religieux aux prisonniers de guerre. À sa sortie du camp, en janvier 1941, il revint en Belgique occupée, au Mont-César pour y reprendre ses activités d'enseignement.
Rongé par son hostilité envers l’occupation allemande et le nazisme, dom Bruno prit contact avec des membres de la résistance belge et prit part au rapatriement de pilotes britanniques au travers du territoire belge. En 1942, les autorités nazies commencent à regrouper les juifs pour la déportation vers les camps de la mort. En accord avec sa hiérarchie, dom Bruno devint à cette époque le chapelain d’une maison pour aveugles dans le hameau de Hodbomont. Bien vite, le prêtre se rendit compte que l’endroit servait de cachette à des enfants juifs et des adultes amenés là, pour se soustraire à la barbarie nazie, par des groupuscules chrétiens opposés à la tyrannie. Le chef de ce groupe était un juriste en vue, Albert Van den Berg duquel dom Bruno devint l’un des proches collaborateurs. Quand il devint trop risqué de cacher des juifs en cet endroit, la maison fut fermée et ses résidents dispersés dans différents endroits. Dom Bruno revint au Mont-César et consacra le plus clair de son temps à trouver d’autres points de chute pour les juifs en quête de refuges.
Dans cette mission de sauvetage de la déportation d'un maximum de juifs, dom Bruno trouva du soutien chez nombre de moines du Mont-César et même parmi les plus hautes instances de l’Église catholique de Belgique, et chez plusieurs membres de sa propre famille dont son jeune neveu, Michel Reynders. Il construisit un réseau secret établissant des contacts avec de nombreux réseaux de résistance et des personnes soucieuses des mêmes préoccupations de sauvetage des populations juives. Plusieurs de ces personnes, dont le juriste Van den Berg, payèrent de leur vie leur investissement dans cette noble cause. L’activité principale de dom Bruno était de trouver des institutions et des familles susceptibles de cacher des juifs - et en particulier des enfants - et ce malgré les risques évidents. Il n’avait pas son pareil dans cette tâche, appelant les uns et les autres à suivre les valeurs et la foi chrétiennes. En conséquence, nombre d’institutions qui collaborèrent à cette tâche gravitaient directement dans le giron catholique à l’ombre de couvents et monastères. Dom Bruno accompagnait personnellement «ses enfants» vers leur nouvelle destination pour ôter toute suspicion dans l’esprit des villageois.
Il leur rendait fréquemment visite pour maintenir le lien avec leurs parents qui se cachaient également s’ils n’étaient pas déportés comme ce fut souvent le cas. En plus de construire et de sillonner son «réseau souterrain», il s'inquiétait de fournir à chacun une fausse identité – avec des noms sans consonance juive –, de fausses cartes de rationnement ainsi qu'une assistance financière aux sauveteurs. Ces considérations logistiques ne purent être déployées que grâce au soutien et à la collaboration d’instances officielles, de civils engagés, et de généreux donateurs. La Gestapo, en 1944 eut vent des activités de dom Bruno et perquisitionna le Mont-César tandis qu'il, fort heureusement, en était éloigné. À la suite de cet épisode, le moine dut se cacher, troquant ses habits contre des vêtements civils et arborant un béret pour cacher sa tonsure.
Un moine de l’abbaye le fournissait en fausses cartes d’identité habilement réalisées. Se déplaçant fréquemment à bicyclette et malgré les signaux inquiétants tout autour de lui, dom Bruno poursuivit sa dangereuse mission tout au long de l’occupation allemande.

### Après la guerre
Après le libération de la Belgique en septembre 1944, dom Bruno se préoccupa de réunir les enfants et leurs parents ou leur famille proche. Les problèmes survinrent lorsque certaines familles catholiques souhaitèrent adopter «leur» enfant juif, en particulier lorsque ce dernier, en fonction de son expérience catholique, souhaitait être baptisé. Dom Bruno tint alors la position qui défendait que chaque cas particulier soit traité individuellement en fonction de l’intérêt de l'enfant.
La guerre contre l’Allemagne n’étant pas terminée, dom Bruno rejoignit les forces armées belges en tant qu’aumônier. À la fin de la guerre, il revint un temps à Mont-César mais fut rapidement assigné par son ordre à différentes missions pastorales et d’éducation en Belgique, en France et à Rome. Il reprit enfin ses études sur saint Irénée et publia son lexique définitif en 1954. Attiré par l’esprit œcuménique de l'abbaye de Chevetogne, il fit plusieurs demandes, en vain, pour rejoindre cette communauté. Il fut finalement entendu en 1968. Sa dernière activité fut d'être vicaire de la paroisse d'Ottignies, près de Louvain-la-Neuve, dont il assura le ministère malgré l’âge, la maladie et le handicap.
En 1964, l’État d'Israël le proclama Juste parmi les Nations, honneur réservé à ceux qui luttèrent pour aider des juifs durant l’holocauste. Il fut invité à Jérusalem tandis qu’un arbre était planté dans l'allée des Justes à l’Institut Yad Vashem. En 1975, la maladie de Parkinson le contraignit à prendre sa retraite en maison de repos.
Six ans plus tard, en 1981, il ne survivra pas à une intervention chirurgicale, suite d’une grave fracture osseuse. Sa sépulture se trouve dans l’enceinte de l’abbaye de Chevetogne qu’il a tant chérie.

## Reconnaissances
- 1964, Médaille de Juste parmi les Nations.
- 1991, un square en son honneur fut inauguré à Ottignies. Il comporte une stèle où on peut lire : « Père Bruno Reynders, Bénédictin (1903-1981). Héros de la résistance, au péril de sa vie, il sauva 400 juifs de la barbarie nazie ».